# اصول هزینه‌یابی و روش‌های حسابداری
اصول هزینه‌یابی و روش‌های حسابداری کتابی از حسن سجادی نژاد است که در سال ۱۳۶۷ منتشر و در مراسم کتاب سال جمهوری اسلامی ایران به‌عنوان کتاب شایسته تقدیر معرفی شد.